# HP LaserJet 4

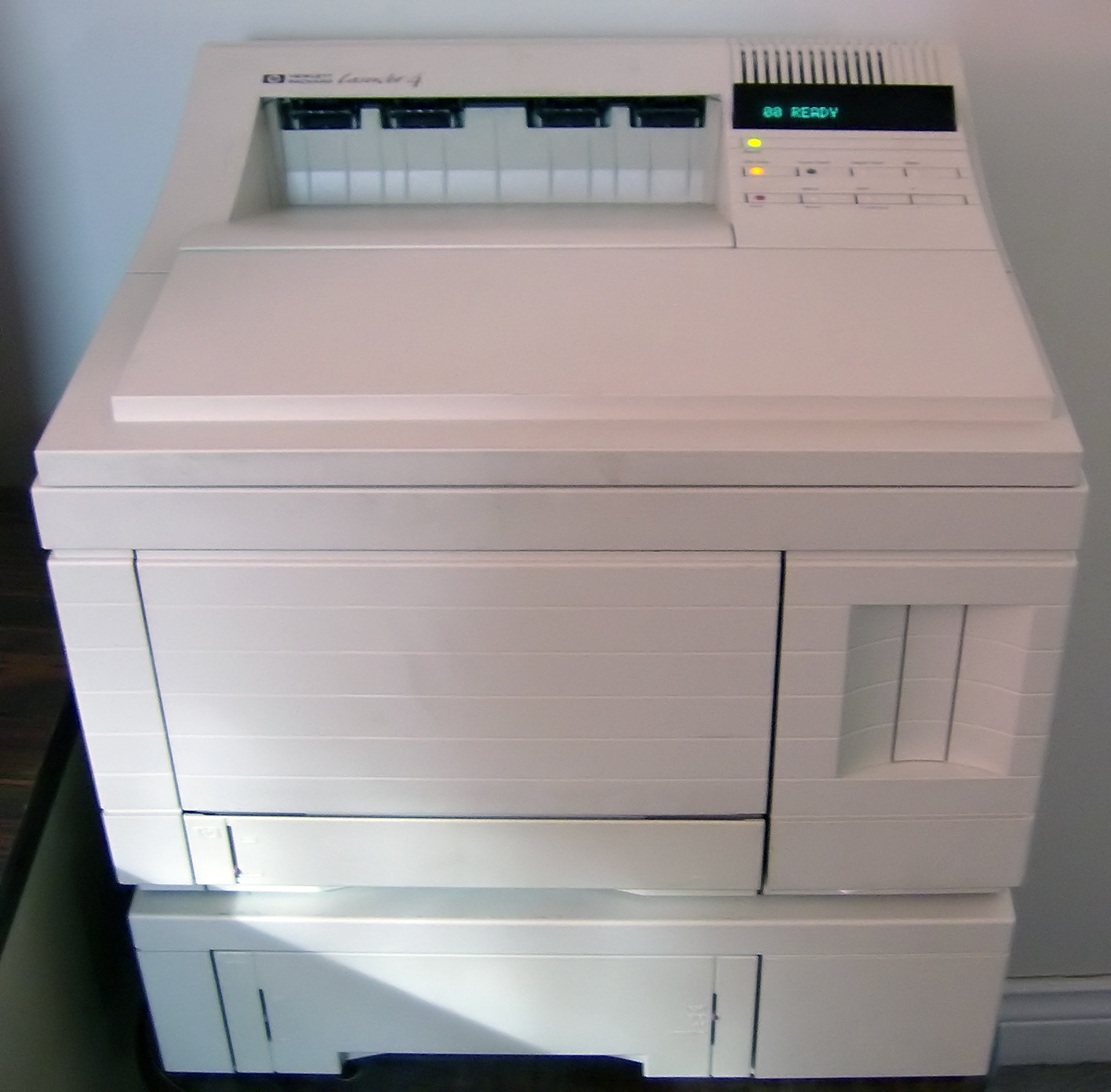
HP LaserJet 4 s přídavným zásobníkem papíru

HP LaserJet 4 (někdy zkracováno LJ4 nebo HP4) byla skupina černobílých laserových tiskáren vyráběná v první polovině 90. let firmou Hewlett-Packard (HP) v rámci řady LaserJet. Existovalo několik různých modelů, například zvláštní varianty 4M určené pro počítače Macintosh. Tiskárna uměla interpretovat jazyk PCL a volitelně i PostScript, tedy komunikovala jazyky, které se používají dodnes. Jejím nástupcem na trhu byla tiskárna HP LaserJet 5.
HP LaserJet 4 patří mezi tiskárny, které uživatelům ukazují legendárně nesrozumitelnou chybovou hlášku PC LOAD LETTER.